# Strigi
Strigi è il programma di ricerca desktop dell'ambiente desktop della comunità KDE. È stato sviluppato inizialmente da Jos van den Oever.
Gli obiettivi di Strigi sono l'indicizzazione rapida con un basso utilizzo di memoria RAM, l'utilizzo di backend flessibili ed una struttura a plugin.
Un Benchmark del gennaio 2007 ha dimostrato che Strigi è più veloce e usa meno memoria di altri client, ma è privo ancora di diverse caratteristiche presenti in altri programmi di ricerca. 
Come gran parte dei programmi di ricerca desktop, Strigi può estrarre informazioni dai file quali la lunghezza di un brano audio, il contenuto di un documento o la risoluzione di un'immagine. I plugin caricati determinano quali tipi di file è in grado di analizzare.

## Caratteristiche
- hash SHA-1 per ogni file indicizzato per individuare eventuali duplicati;
- Supporto a D-Bus e socket per la comunicazione tra indicizzatore e programma di ricerca;
- Basso utilizzo di risorse;
- supporto al linguaggio di query Xesam
- Portabilità, attualmente è disponibile per Linux, Solaris, Mac OS X e Windows
- L'indicizzazione può essere bloccata manualmente e si interrompe automaticamente se è in esecuzione su un portatile alimentato da batteria, se finisce lo spazio su disco[3] ed è eseguito nei momenti di inattività della CPU.